# Fernando Gabriel Vougado Ribeiro
Fernando Gabriel Vougado Ribeiro (sinh ngày 11 tháng 5 năm 1988) là một cầu thủ bóng đá người Brasil thi đấu cho Al-Fujairah.

## Sự nghiệp
Vào tháng 8 năm 2014, Fernando Gabriel chuyển từ Paraná Clube đến đội bóng tại Giải bóng đá ngoại hạng Azerbaijan FK Khazar Lankaran, leaving the club in December of the same year.

### Persepolis
Anh ký hợp đồng với đội bóng tại Iran Pro League Persepolis vào tháng 1 năm 2015. Gabriel missed a penalty kick on his debut in a 1–0 loss to Malavan. Ngày 24 tháng 2 năm 2015 Gabriel có pha kiến tạo cho bàn thắng của Mohsen Bengar trong thắng lợi 3–0 của Persepolis trước Lekhwiya ở Giải vô địch bóng đá các câu lạc bộ châu Á.

## Thống kê sự nghiệp
Tính đến 16 tháng 5 năm 2015.
| Câu lạc bộ | Mùa giải        | Giải vô địch   | Giải vô địch | Giải vô địch | Cúp  | Cúp | Châu lục | Châu lục | Khác | Khác | Tổng | Tổng |
| Câu lạc bộ | Mùa giải        | Hạng đấu       | Trận         | Bàn          | Trận | Bàn | Trận     | Bàn      | Trận | Bàn  | Trận | Bàn  |
| ---------- | --------------- | -------------- | ------------ | ------------ | ---- | --- | -------- | -------- | ---- | ---- | ---- | ---- |
| 2010       | Mogi Mirim      | —              | –            | –            | –    | –   | –        | –        | 6    | 1    | 6    | 1    |
| 2010       | Paraná          | Série B        | 4            | 2            | –    | –   | –        | –        | –    | –    | 4    | 2    |
| 2011       | Figueirense     | —              | –            | –            | –    | –   | –        | –        | 5    | 1    | 5    | 1    |
| 2011       | Criciúma        | Série B        | 3            | 1            | –    | –   | –        | –        | –    | –    | 3    | 1    |
| 2012       | Bragantino      | Série B        | 21           | 5            | –    | –   | –        | –        | 21   | 6    | 42   | 11   |
| 2013       | Ituano          | —              | –            | –            | –    | –   | –        | –        | 18   | 4    | 18   | 4    |
| 2013       | Paraná          | Série B        | 22           | 3            | –    | –   | –        | –        | –    | –    | 22   | 3    |
| 2014       | Paraná          | —              | –            | –            | –    | –   | –        | –        | 13   | 2    | 13   | 2    |
| Brasil     | Brasil          | Brasil         | 50           | 11           | 0    | 0   | 0        | 0        | 63   | 14   | 113  | 25   |
| 2014–15    | Khazar Lankaran | Premier League | 12           | 3            | 0    | 0   | –        | –        | –    | –    | 12   | 3    |
| Azerbaijan | Azerbaijan      | Azerbaijan     | 12           | 3            | 0    | 0   | 0        | 0        | 0    | 0    | 12   | 3    |
| 2014–15    | Persepolis      | Pro League     | 9            | 0            | 0    | 0   | 4        | 0        | –    | –    | 13   | 0    |
| Iran       | Iran            | Iran           | 9            | 0            | 0    | 0   | 4        | 0        | 0    | 0    | 13   | 0    |
| Tổng cộng  | Tổng cộng       | Tổng cộng      | 71           | 14           | 0    | 0   | 4        | 0        | 63   | 14   | 138  | 28   |

1. ↑  Includes Copa do Brasil, Turkish Cup và Hazfi Cup
2. ↑  Includes Copa Libertadores, Copa Sudamericana, Recopa Sudamericana và Giải vô địch bóng đá các câu lạc bộ châu Á
3. ↑  Includes Campeonato Catarinense, Campeonato Paulista & Campeonato Paranaense

## Danh hiệu
Paysandu
- Campeonato Paraense: 2017